# Acyloglicerole
Acyloglicerole, zwyczajowo: glicerydy – organiczne związki chemiczne, estry acylowe glicerolu. Ponieważ w glicerolu 1, 2 lub wszystkie 3 grupy hydroksylowe (−OH) mogą być zestryfikowane kwasami karboksylowymi, w zależności od stopnia estryfikacji wyróżnia się mono-, di- i triacyloglicerole:
Glicerydy występują powszechnie w organizmach żywych, głównie jako tłuszcze, a także jako regulatory procesów biochemicznych oraz produkty przemiany materii.
Biochemicznie pokrewnymi związkami są alkiloglicerole, w których zamiast wiązania estrowego występuje wiązanie eterowe.

## Nazewnictwo

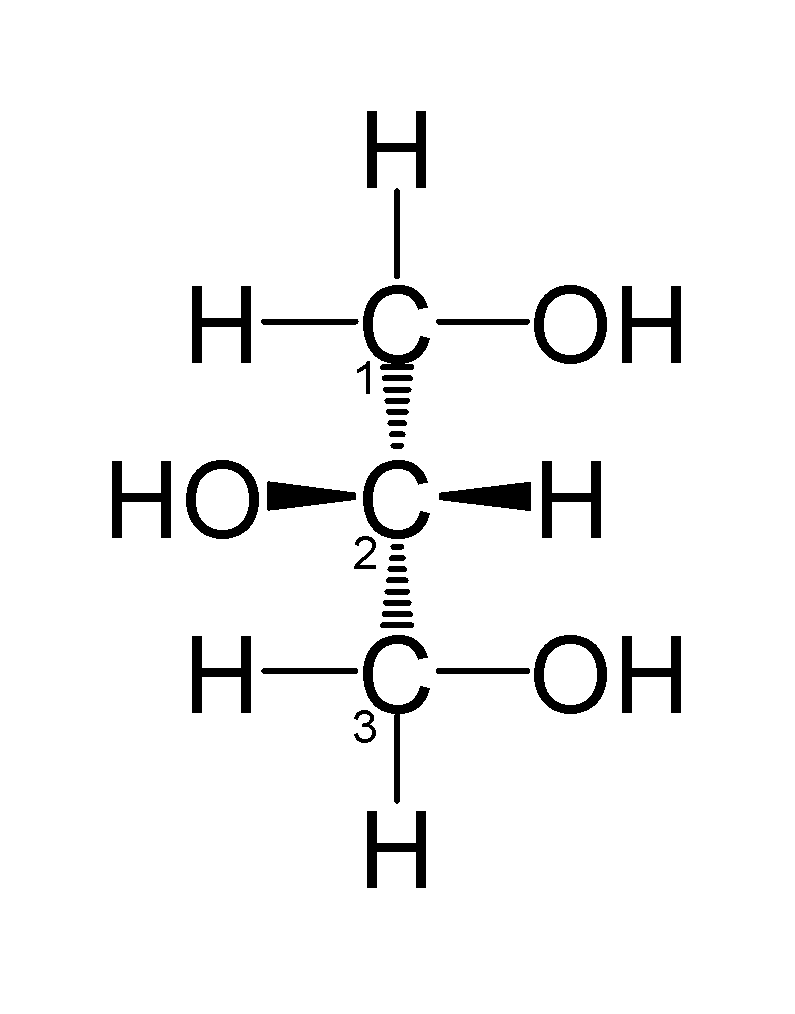
Numeracja atomów glicerolu w konwencji sn

Komisja Nomenklatury Biochemicznej IUPAC-IUB zaleca stosowanie nazw „mono-, di- i triacyloglicerole” zamiast „mono-, di- i triglicerydy”. Dawne nazwy były niejednoznaczne i mylące, gdyż np. „trigliceryd” wskazuje obecność w cząsteczce nie trzech reszt acylowych, lecz trzech reszt glicerolu (jak ma to miejsce np. w kardiolipinie).
Numerację atomów szkieletu glicerynowego oznacza się w konwencji sn (stereospecyficzna numeracja), zgodnie z którą cząsteczkę przedstawia się w konfiguracji L w projekcji Fischera i atomy węgla numeruje się od góry do dołu.